# Kartlijské království
Kartlijské království nebo Království Kartli (gruzínsky ქართლის სამეფო, latinizovaně kartlis samepo) byla monarchie ve východní Gruzii (na historickém území Kartli). Jejím hlavním městem bylo Tbilisi. Vznikla po rozpadu Gruzínského království v roce 1478. Království existovalo, s několika krátkými přerušeními, až do roku 1762, kdy bylo sloučeno se sousedním Kachetským královstvím pod kachetskou větev dynastie Bagrationů, čímž vzniklo Kartlijsko-kachetské království (roku 1801 pohlcené Ruským impériem). Po většinu své existence, 150 let od roku 1555, bylo Kartlijské království vazalem íránských dynastií a kratší dobu též Osmanské říše (1578-1612, 1723-1736), ale užívalo si i občasných období větší nezávislosti, zejména po roce 1747. Za vlády Rostoma chána, roku 1632, království načas přijalo islám.